# Fossa mandibular
La fossa mandibular, també coneguda com a fossa glenoide del temporal o cavitat glenoide del temporal, és la depressió de l'os temporal que s'articula amb la mandíbula.

## Estructura
A l'os temporal, la fossa mandibular està limitada anteriorment pel tubercle articular i posteriorment la porció timpànica de l'os temporal, que el separa del conducte auditiu extern. La fossa està dividida en dues parts per una escletxa estreta, la fissura petrotimpànica (fissura Glaseriana). Té forma còncava per rebre l'apòfisi condiloide de la mandíbula.